# Црква Успења Пресвете Богородице у Сремској Рачи
Црква Успења Пресвете Богородице у Сремској Рачи, насељеном месту на територији Града Сремска Митровица, припада Епархији сремској Српске православне цркве.
Црква посвећена Успењу Пресвете Богородице подигнута је у послератном периоду, пошто је претходни храм из 1765. године спаљен заједно са селом од стране 13. СС брдске дивизије Ханџар, током Другог светског рата.
1732. било је у селу 40 српских православних кућа. 8. фебруара 1733. архиђакон Вићентије Стефановић је посетио село и о цркви записао да још није освештана и да је посвећена Успењу Богородице. Направљена је од брвана, а покривена шашем. На дрвеној трпези су, поред осталога, била и два Еванђеља - на српском и руском језику. Иконостас је имао 7 великих и 8 малих икона, а црква је имала три прозора.
Како је црква била у старој вароши Рачи, која се тада преселила на друго место, капетан Гавро Монастерлија је наредио људима да направе нову цркву у новој вароши, што су сељани и урадили. Нова црква је била од цигле. Архиђакон Стефановић је 1733. је одредио попу Мојсију, да у старој цркви, док се не изгради нова, може само крстити децу, мртве опојати и очитати молитву болеснима. Други поп Никола Радосављевић је премештен у Београд. 1756. било је 30 православних кућа, а свештеник Стефан Јованов. Тада се у Рачу досељавају и други Срби, па Рача 1766. има 50 православних кућа и два свештеника, Стефана Јованова и Арона Мијатова. 1791. храм је служио за верске потребе 53 куће православаца, којих је тада било 477. Тада је био само један поп са годишњим дохотком од 92 форинте и 57 крајцара. Под ту парохију је спадало и село Босут (које је 1732. имало 20, 1756. - 15, а 1766. - 18 православних кућа).